# باتريس إدوارد نجيسونا
باتريس إدوارد نجيسونا ( مواليد 30 يونيو 1967) هو وزير الرياضة الأسبق في جمهورية أفريقيا الوسطى ورئيس اتحاد كرة القدم في جمهورية أفريقيا الوسطى وزعيم ميليشيا أنتي بالاكا. تم اعتقاله في عام 2018 بموجب مذكرة من المحكمة الجنائية الدولية بتهمة ارتكاب جرائم حرب وجرائم ضد الإنسانية.

## حياة
وُلِد نغايسونا في 30 يونيو 1967 في بيغوا. كان وزيراً للرياضة في نظام بوزيزي ورئيساً لاتحاد كرة القدم في وسط أفريقيا منذ عام 2008. في ديسمبر 2013 أصبح زعيمًا لأحد فصائل أنتي بالاكا. في عام 2015، ابتعد عن بوزيزي. في فبراير 2018، تم انتخابه من قبل اللجنة التنفيذية للاتحاد الأفريقي لكرة القدم لتمثيل جمهورية أفريقيا الوسطى. في 12 ديسمبر 2018، ألقت السلطات الفرنسية القبض على نغايسونا في باريس بتهمة تورطه في جرائم حرب وجرائم ضد الإنسانية بموجب مذكرة اعتقال صادرة عن المحكمة الجنائية الدولية. في 28 نوفمبر 2019، تم حظره من قبل الاتحاد الدولي لكرة القدم من المشاركة في أي نشاط متعلق بكرة القدم لمدة ست سنوات وثمانية أشهر. كما تم تغريمه بمبلغ 500 ألف فرنك سويسري. بدأت محاكمته في فبراير 2021.
في 30 أغسطس/آب 2021، استؤنفت في لاهاي جلسات الاستماع في قضية ألفريد ييكاتوم ونجيسونا من جمهورية أفريقيا الوسطى بعد تأجيلها في يونيو/حزيران. وتم استجواب شاهد عيان سادس عشر، طلب عدم الكشف عن هويته، بشأن الهجمات التي وقعت في منطقة بوسانجوا خلال عام 2013.